# KV4
Das altägyptische Grabmal KV4 im Tal der Könige sollte ursprünglich als Grab für Pharao Ramses XI. dienen, jedoch ist unklar, ob er tatsächlich dort bestattet wurde.
In der jüngeren Zeit wurde KV4 als koptischer Wohnsitz genutzt. Außerdem diente die Grabanlage Howard Carter als Ruhe- und Speiseraum, als er ab 1922 die Grabanlage Tutanchamuns, KV62, ausgrub.
Das Grab stand seit der Antike offen und wurde 1979 von John Romer ausgegraben, der für das Brooklyn Museum tätig war.

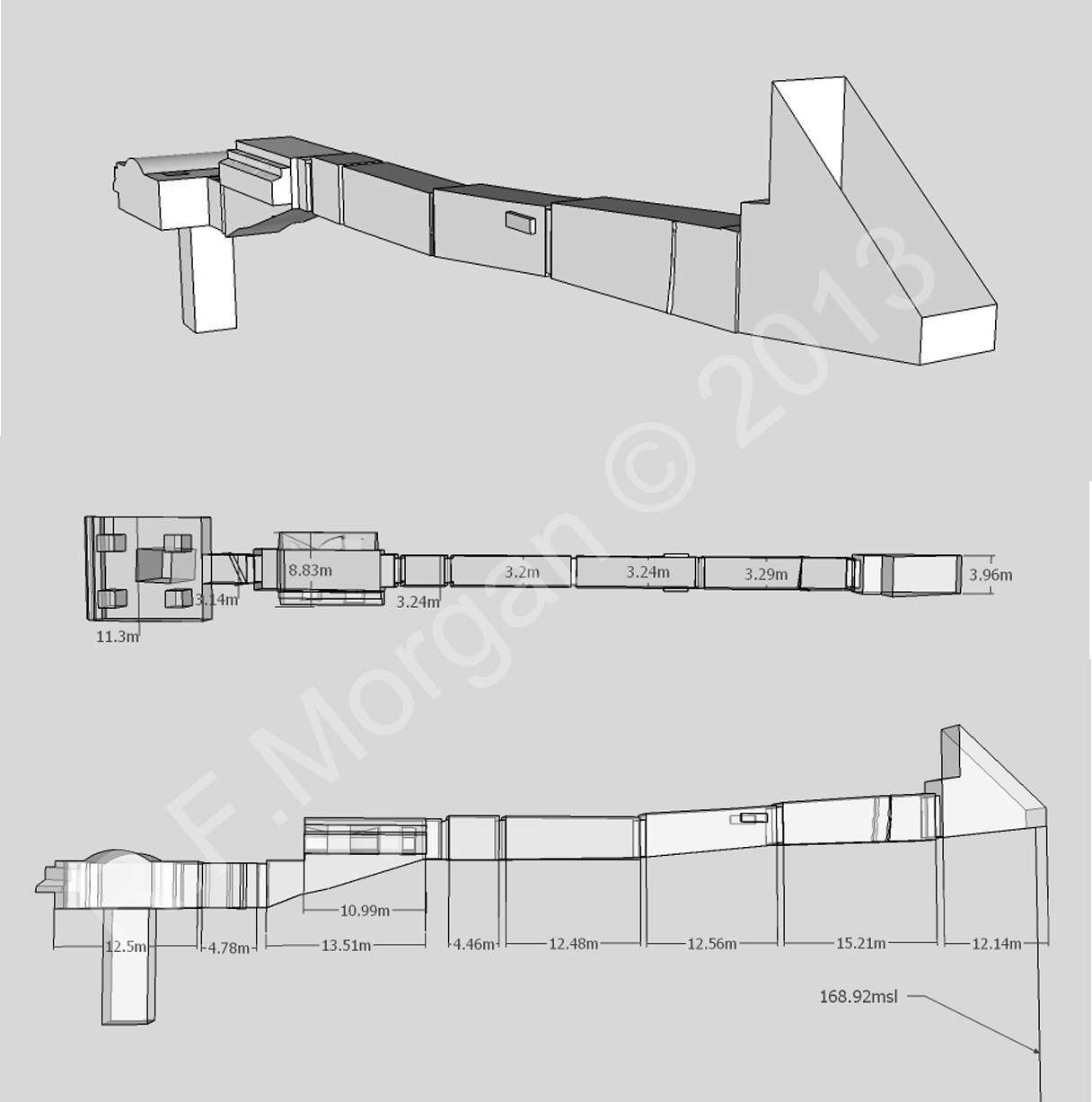
Isometrische Darstellung, Grundriss und Schnittzeichnung des Grabes